# Eliza Scanlen
Eliza Jane Scanlen (Sydney, 6 gennaio 1999) è un'attrice e regista australiana.
È principalmente nota per aver preso parte alle pellicole Babyteeth - Tutti i colori di Milla (2019) e Piccole donne (2019). In ambito televisivo è conosciuta per il ruolo di Amma nella miniserie Sharp Objects (2018).

## Filmografia

### Attrice

#### Cinema
- Babyteeth - Tutti i colori di Milla (Babyteeth), regia di Shannon Murphy (2019)
- Piccole donne (Little Women), regia di Greta Gerwig (2019)
- Le strade del male (The Devil All the Time), regia di Antonio Campos (2020)
- Old, regia di M. Night Shyamalan (2021)
- Caddo Lake, regia di Logan George e Celine Held (2024)

#### Televisione
- A Class Act – serie TV, 1 episodio (2015)
- Home and Away – serie TV, 15 episodi (2016)
- Sharp Objects – serie TV, 8 episodi (2018)
- Fires – serie TV, 5 episodi (2021)
- The First Lady – serie TV, episodi 1x03-1x04 (2022)
- Dope Girls, regia di Shannon Murphy e Miranda Bowen – miniserie TV (2025)

#### Cortometraggi
- Lacuna, regia di Isaac Stewart (2016)
- Grace, regia di Alex Holmes (2018)
- Love and Other Places, regia di Mitzi Ruhlmann (2018)

### Regista e sceneggiatrice

#### Cortometraggi
- Mukbang (2020)

## Doppiatrici italiane
Nelle versioni in italiano delle opere in cui ha recitato, Eliza Scanlen è stata doppiata da:
- Roisin Nicosia in Sharp Objects, Babyteeth - Tutti i colori di Milla
- Margherita De Risi in Piccole Donne
- Giorgia Venditti in Le strade del male
- Vittoria Bartolomei in Old
- Rossa Caputo in The First Lady